# Liste des monuments historiques de Muxerath
La Liste des monuments historiques de Muxerath contient un monument historique à Muxerath, une municipalité allemande située dans le Land de Rhénanie-Palatinat et l'arrondissement d'Eifel-Bitburg-Prüm.

## Liste
| Monument                            | Adresse    | Coordonnées                      | Notice | Protection | Date | Illustration                        |
| ----------------------------------- | ---------- | -------------------------------- | ------ | ---------- | ---- | ----------------------------------- |
| Église catholique St. Donatus, 1878 | Dorfstraße | 49° 59′ 32″ nord, 6° 16′ 15″ est |        |            |      | Église catholique St. Donatus, 1878 |